# KELT-6 b
KELT-6 b est une planète extrasolaire (exoplanète) confirmée en orbite autour de l'étoile KELT-6, située à une distance d'environ 222 ± 8 parsecs du Soleil.
Détectée par la méthode des transits, sa découverte a été annoncée en 2013.